# Namibian Minerals Corp.
Namibian Minerals Corp. (Namco, Намко) — канадська фірма, що базується в Великій Британії, зареєстрована на Ванкуверській і Намібійській фондових біржах, займається виключно підводним видобутком алмазів, стала активним учасником пошукових робіт у водах ПАР і Намібії в середині 90-х років. Головний офіс у Лондоні, Англія. 
У 1993-94 рр. дістала право пошуків на ділянках в районі порту Людеріц і затоки Готтентотс (Hottentots Bay)  і стала другим в країні власником концесій за їх площею. Володіє двома ділянками на зах. узбережжі ПАР (12b і 12d) площею 3500 км². 
У 1998 р. компанія Namco приєдналася до числа великих виробників підводних алмазів, почавши видобуток з використанням добувної системи «NamSSol», встановленої на кораблі «MV Kovambo». За 1998 фінансовий рік Namco добула 128 тис. кар. алмазів, протягом тільки одного року ставши другим після De Beers Marine виробником алмазів в Намібії. У 1999-2000 фінансовому році компанія добула 118,7 тис. кар. алмазів. 
У грудні 2000 р. Namco ввела в дію новий базовий корабель «MV Ya Toivo» — найбільший у світі плавучий добувний комплекс. На його борту встановлений високопродуктивний кролер «NamSSol-2 і відповідна йому за продуктивністю (100 т/год) збагачувальна фабрика фірми Van Eck and Lurie,  адаптована до морських умов добування алмазів. На межі ХХ-XXI ст. ряд технічних аварій підірвали стабільність роботи компанії. У 2000 р. виручка компанії Namco становила 41,8 млн дол., що на 2?3% менше, ніж в 1999 р. За рік було продано 237 тис. кар. алмазів проти 238 тис. кар. в 1999 р. Прибуток компанії в 2000 р. становив 1 млн дол. проти 17,1 млн в 1999 р., видобуток — 221 тис. кар. проти 273 тис. в 1999 р. Разом з тим, у 1999 р. Namco захопила контроль над ODM. Експерти вважають, що після злиття з ODM річна продуктивність Namco до кінця 2000 р. досягне 500 тис. кар.